# Gare de Rompsay
 (février 2025).
La gare de Rompsay est une halte ferroviaire française, fermée, de la ligne de Nantes-Orléans à Saintes. Elle est située sur le territoire de la commune de Périgny, dans le département de la Charente-Maritime, en région Nouvelle-Aquitaine.
Mise en service en 1897, elle est fermée au service ferroviaire en 1980.

## Situation ferroviaire
Établie à 8 mètres d'altitude, la gare fermée de Dompierre-sur-Mer est située au point kilométrique (PK) 175,707 de la ligne de Nantes-Orléans à Saintes, entre les gares toujours ouvertes de Luçon et de La Rochelle-Ville (s'y intercalent les gares fermées de Sainte-Gemme - Pétré, Nalliers, Langon-Mouzeuil, Velluire, Vix, L'Île-d'Elle, Marans, d'Andilly - Saint-Ouen, Mouillepied et Dompierre-sur-Mer).

## Histoire
Rattaché à la commune de Périgny, le village de Rompsay s'étire le long du canal de Marans, que côtoie également la voie ferrée Nantes-La Rochelle. Ce n'est cependant qu'en 1897, soit un quart de siècle après la mise en service de la section reliant La Roche-sur-Yon à La Rochelle, qu'une halte ferroviaire y voit le jour. Cette infrastructure nouvelle permet ainsi aux riverains des bourgs environnants de gagner aisément le centre-ville de La Rochelle.
L'aménagement d'une vaste zone industrielle aux alentours, dans les années 1960, induit la construction d'une branche ferroviaire conséquente desservant une grande partie de ce secteur, avec notamment un important faisceau réservé à l'usine Talbot (ultérieurement rebaptisée Triaxe), sise en bordure immédiate de la ligne principale.
Toutefois, la proximité de La Rochelle entraîne rapidement l'arrêt des dessertes voyageurs au début des années 1980. Les bâtiments ferroviaires sont alors démantelés dans la foulée de cette cessation d'activité. L'embranchement fret demeure en service quelques années supplémentaires. La fermeture du site de Triaxe et sa démolition provoquent finalement l'interruption des dessertes ferroviaires de marchandises à destination de la zone industrielle[Quand ?].

## Service des voyageurs
La gare est fermée au début des années 1980.

## Patrimoine ferroviaire
Elle est démolie au cours de la même décennie.